# Bâtiment de Pierhead
Le bâtiment de Pierhead (« Pierhead Building » en anglais et « Adeilad y Pierhead » en gallois), abrégé en « le Pierhead », est un édifice du domaine parlementaire gallois situé à Cardiff, dans le quartier de Cardiff Bay, au pays de Galles (Royaume-Uni). Il fait l’objet d’un classement en première catégorie au titre des listed buildings depuis 1975.
Construit à partir de 1894 pour la Bute Dock Company, qui devient la Cardiff Railway Company, il sert de bureaux de docks à la compagnie ferroviaire en 1897 avant d’être acquis par le port de Cardiff dans les années 1940 pour servir de siège administratif. En 1998, il est loué au Bureau gallois dans l’objectif d’en faire un des bâtiments de l’assemblée nationale du pays de Galles devant être créée l’année suivante. Son bail est transféré à l’Assemblée en 2001, et, depuis 2007, le bâtiment est géré par la commission de l’Assemblée, devenue en 2020 la commission du Senedd.
Le clocher de l’édifice, surnommé la « Baby Big Ben » ou la « Big Ben du pays de Galles », sert de musée de l’histoire du pays de Galles.

## Description

### Vues

#### Extérieures

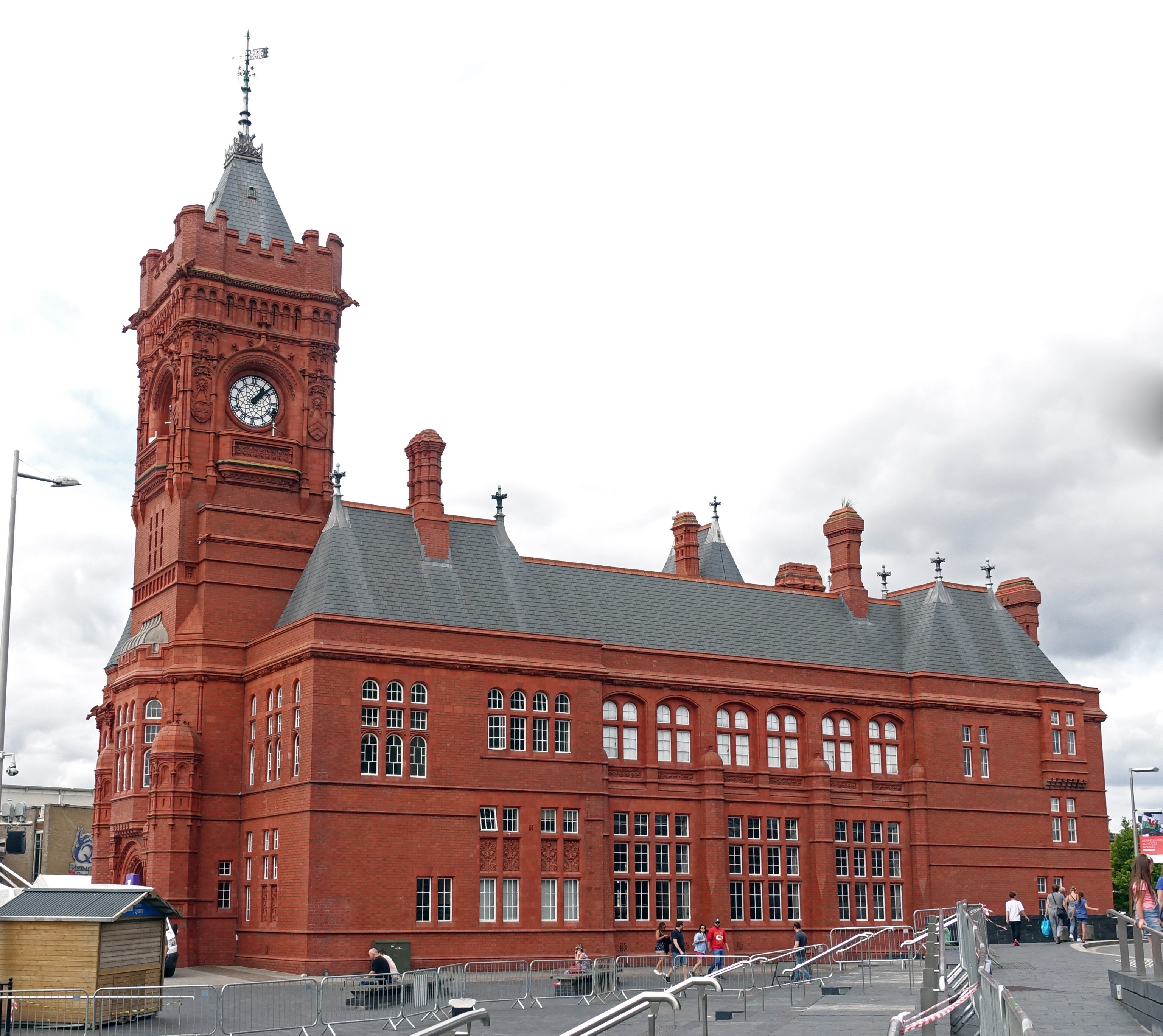
Vue d’ensemble.
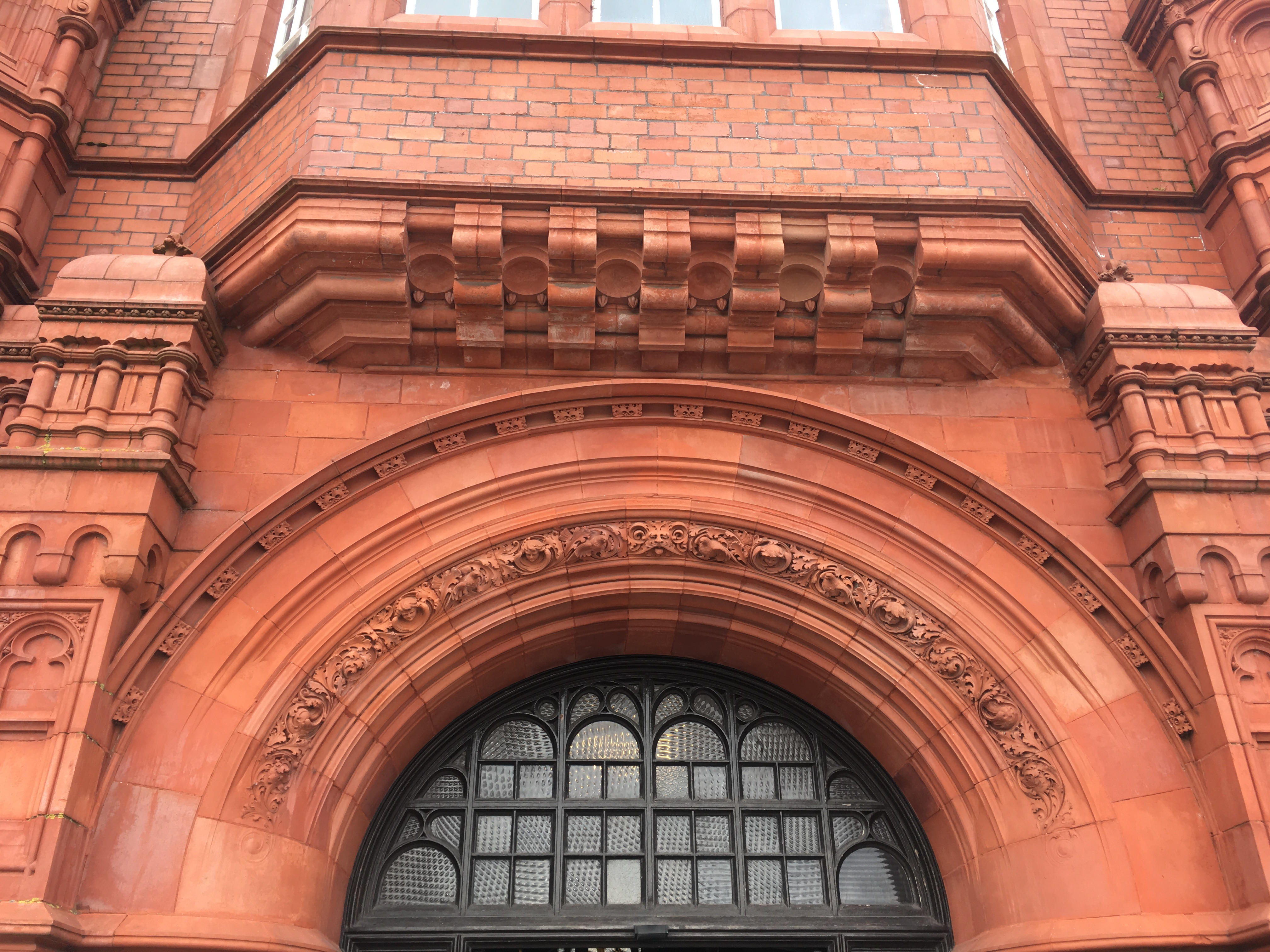
Détail de l’entrée principale.
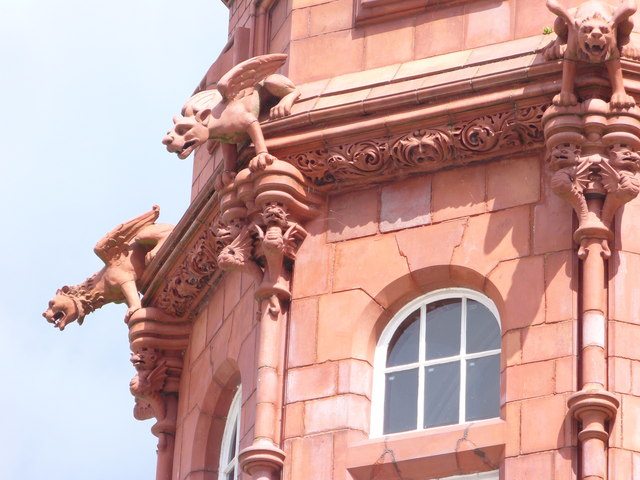
Gargouilles.
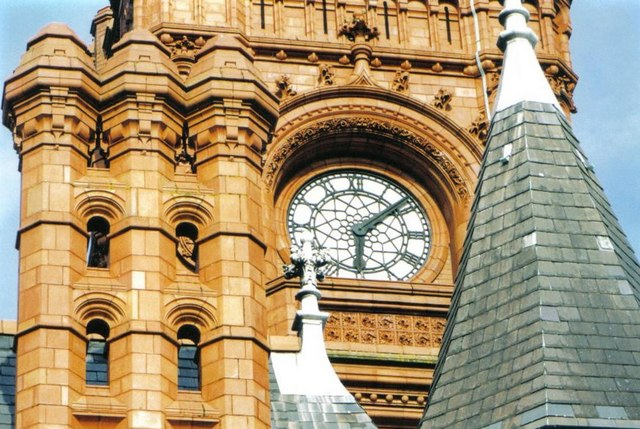
Horloge du clocher.
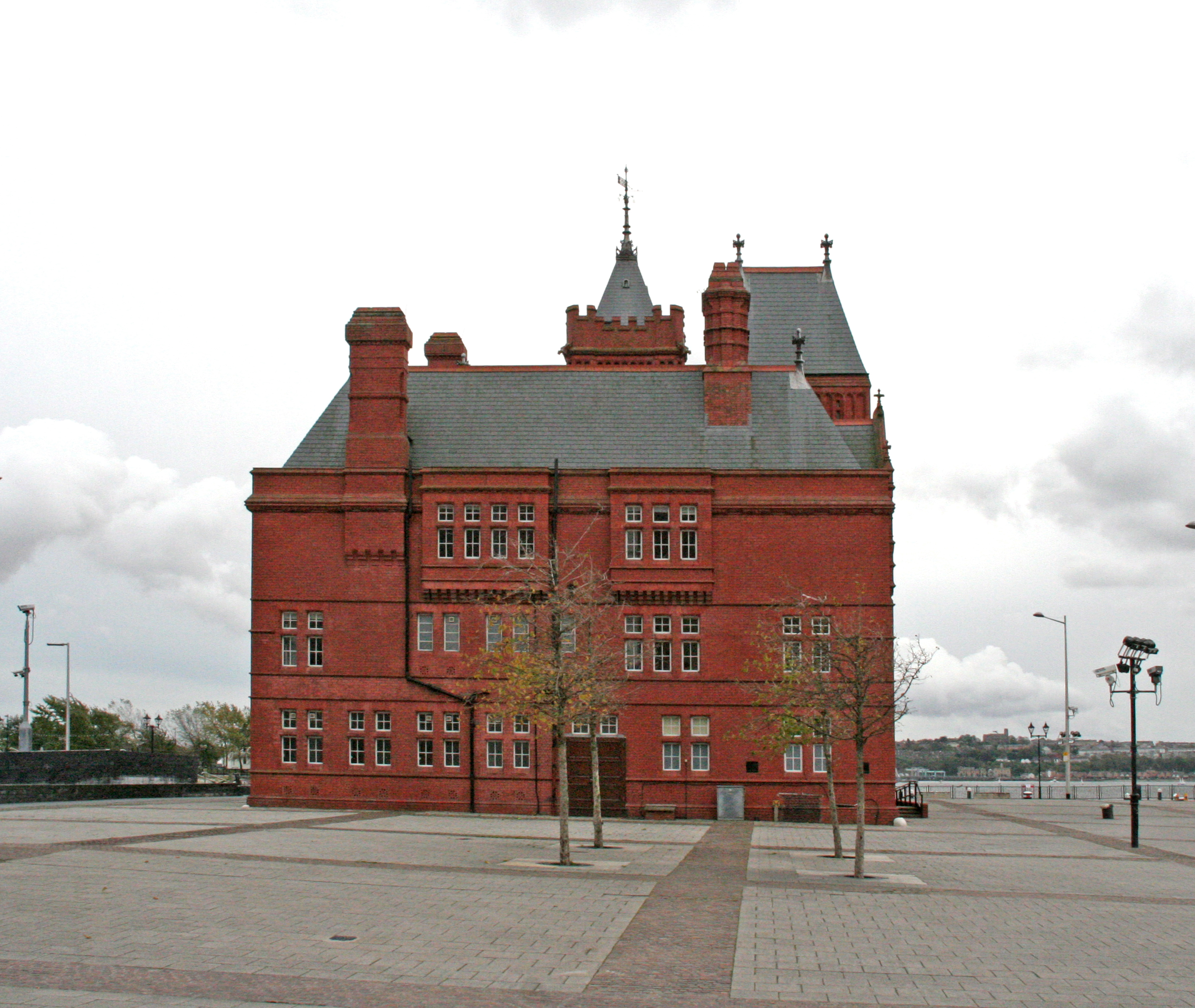
Arrière.

#### Intérieures

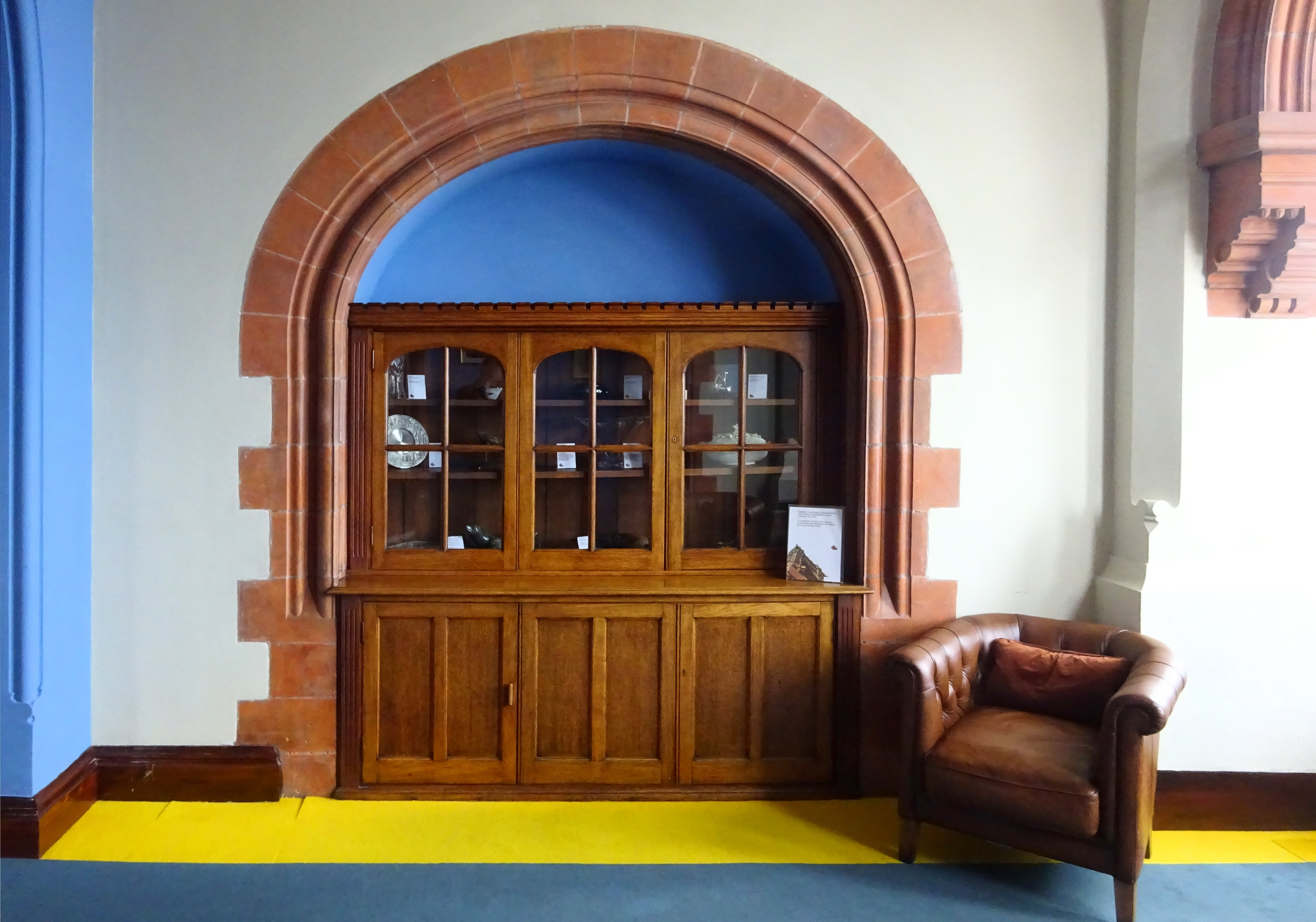
Un espace muséographique.
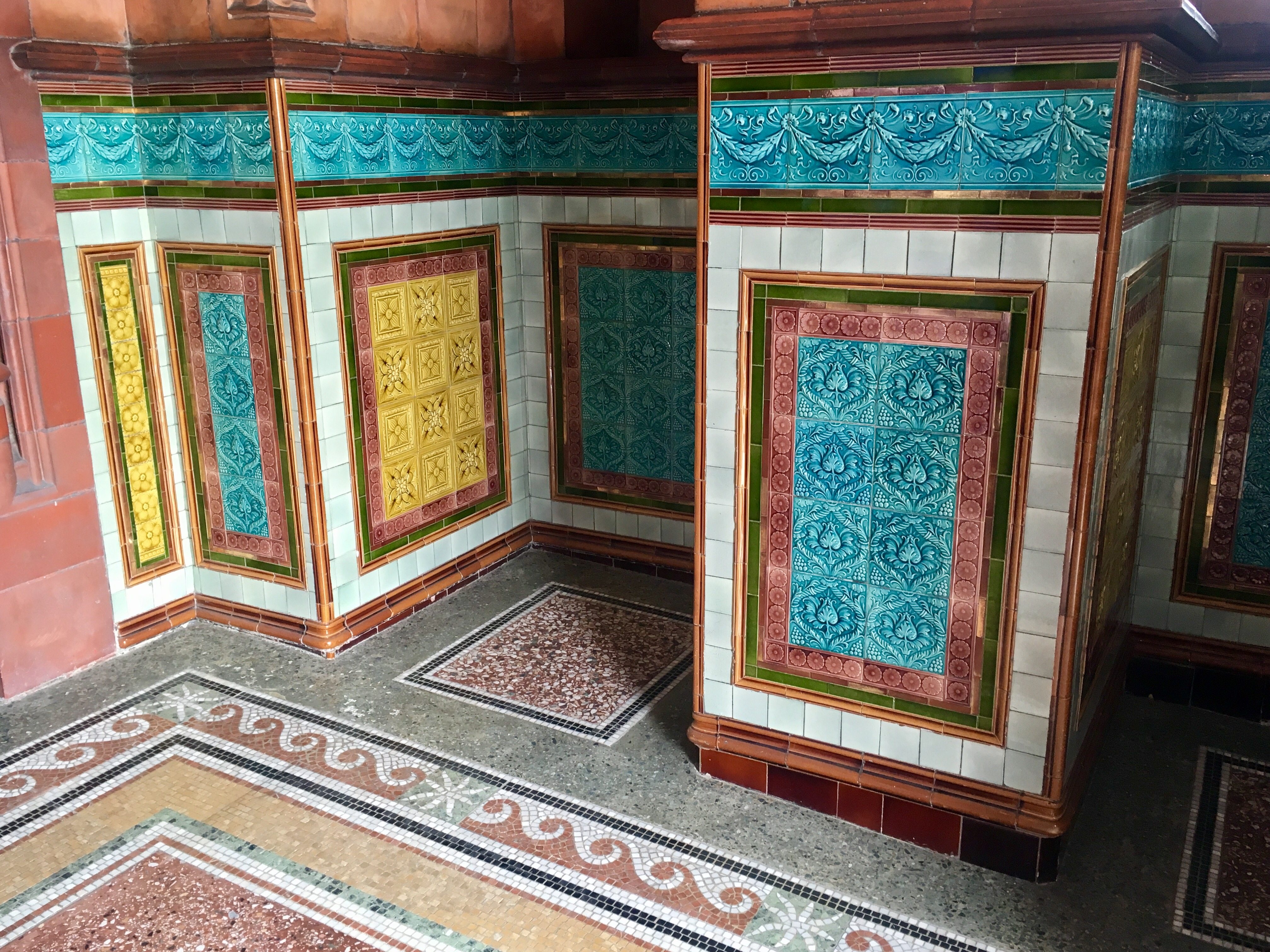
Carrelage céramique décoratif dans le hall.
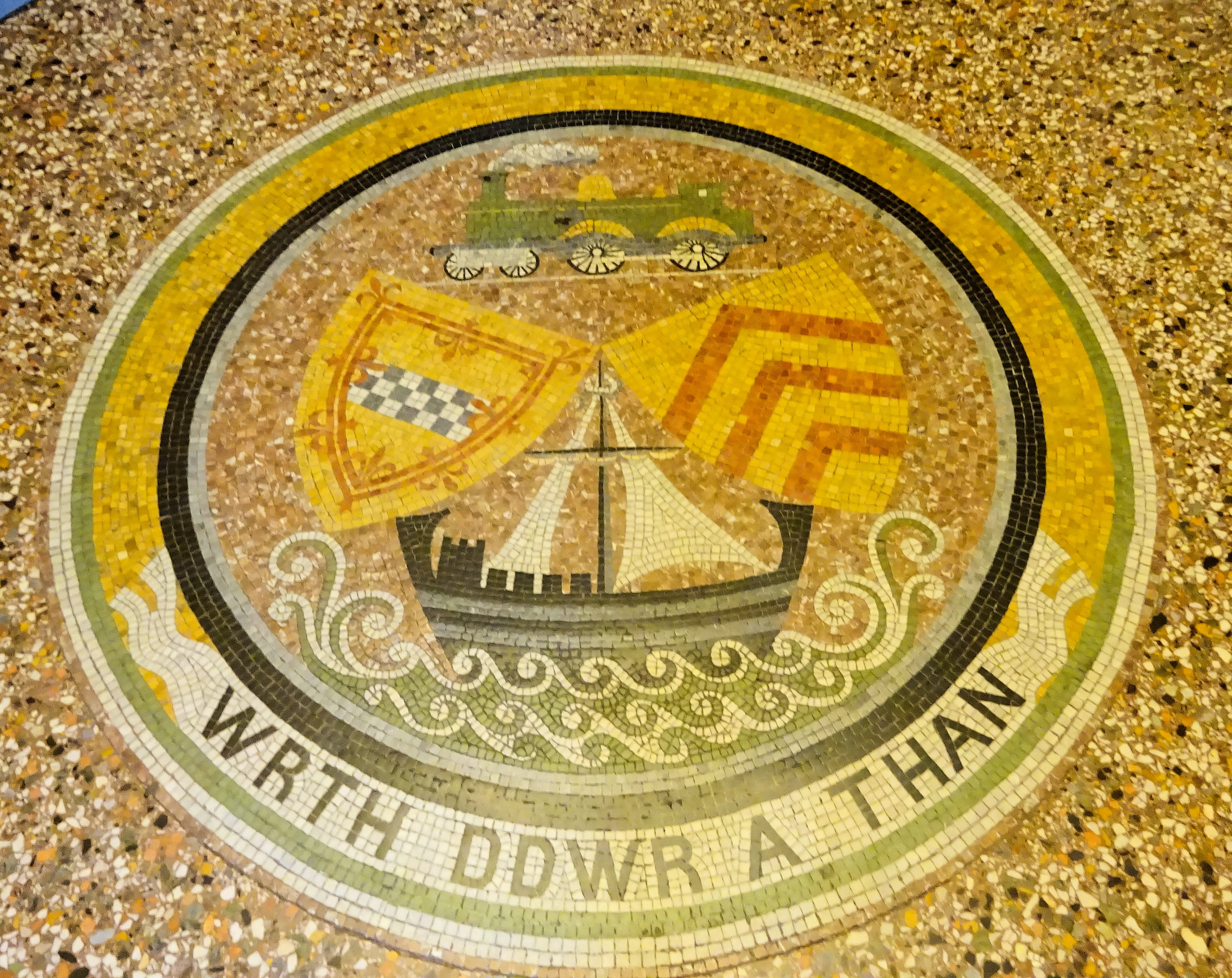
Emblème céramique de la Cardiff Railway Company.
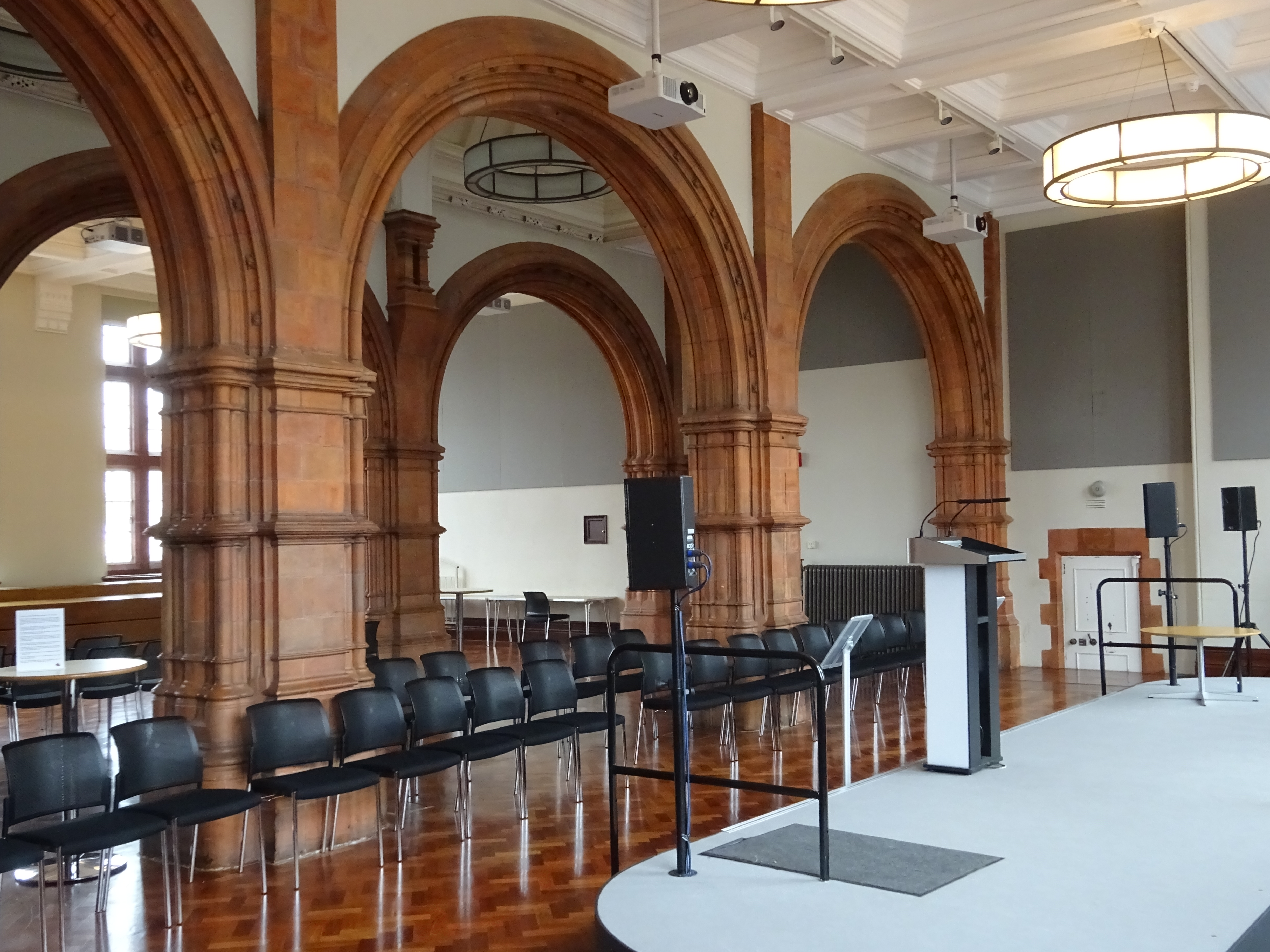
Salle principale du rez-de-chaussée.

## Historique

### Érection et premiers usages (1894-1947)
Le Pierhead est conçu comme un bâtiment devant être le siège de la Bute Docks Company à la suite de la destruction des anciens bureaux de l’entreprise par un incendie survenu en 1892. Un contrat de construction est établi le 12 juillet 1894 entre la Bute Docks Company et l’architecte William Frame. Durant son érection, la société est renommée Cardiff Railway Company et le bâtiment est finalement livré en 1897. Ses armoiries ainsi que la devise Wrth ddŵr a thân apparaissent d’ailleurs en plusieurs endroits, rappelant l’invention de la machine à vapeur qui a profondément transformé le pays de Galles au XIXe siècle,.
Après la fusion de sociétés de transport ferroviaire à partir de 1921, le Pierhead appartient à la Great Western Railway Ports (GWR Ports) au 1er janvier 1922. Celle-ci est dissoute une fois les compagnies ferroviaires nationalisées en 1948,.

### Siège administratif du port (1948-1998)
À la fin des années 1940, le bâtiment est acquis par les South Wales Ports et devient le siège administratif du port de Cardiff (en).
Le bâtiment est classé en première catégorie au titre des listed buildings le 19 mai 1975 avec la mention « [inscrit] en tant que bâtiment central et particulièrement important dans le paysage et l’histoire portuaires de Cardiff ; il est en outre un bâtiment victorien exceptionnel reflétant une confiance dans la période au travers du détail architectural, en particulier dans l’utilisation de la terre cuite ».

### Bâtiment de la législature (depuis 1998)
Depuis l’érection de l’assemblée nationale du pays de Galles en 1999, le Pierhead est un bâtiment secondaire géré par la législature.

## Espaces muséographiques
Le bâtiment de Pierhead se constitue de trois espaces muséographiques :
- l’entrée principale (Main Hall en anglais et Y Neuadd Fawr en gallois) ;
- la suite de Pierhead (Pierhead Suite en anglais et Parlwr y Pierhead en gallois) ;
- la galerie des futurs (Futures Gallery en anglais et Oriel y Dyfodol en gallois).

## Organisation et gestion du bâtiment

### Propriétaires
Lorsqu’il est loué à l’assemblée nationale du pays de Galles, le bâtiment et le site appartiennent à l’instar de Crickhowell House à une filiale des Associated British Ports, Grosvenor Waterside.

### Locataires
Par un accord conclu le 18 septembre 1998, le site du bâtiment de Pierhead est loué au secrétaire d’État pour le Pays de Galles pour une durée de 150 ans par les Associated British Ports à compter du 29 septembre 1998. Une fois celui-ci dissous au 1er juillet 1999, le bail est repris par l’assemblée nationale du pays de Galles, qui le renégocie le 29 juillet 2002. Aussi, en vertu du Government of Wales Act 2006, qui vise à séparer la branche exécutive de la législature dévolue, la commission de l’Assemblée acquiert la personnalité morale à la place de l’Assemblée à compter des élections générales de 2007 lui permettant notamment d’assumer le bail en son nom. Ce transfert survient au sens du National Assembly for Wales (Transfer of Property, Rights and Liabilities) Order 2007 à la séance inaugurale de la nouvelle législature, le 9 mai 2007.